# La Petite Chambre
Pour plus de détails, voir Fiche technique et Distribution.
La Petite Chambre est un film suisse réalisé par Stéphanie Chuat et Véronique Reymond, sorti en 2010.

## Synopsis
Dans le canton de Vaud en Suisse, Edmond est un vieil homme sur le déclin que son fils veut placer en maison de retraite. Il est soigné par Rose, jeune infirmière à domicile, jusqu'au malaise du vieil homme qui doit être hospitalisé. Rose décide de s'occuper de lui en l'hébergeant chez elle.

## Fiche technique
- Réalisation : Stéphanie Chuat, Véronique Reymond
- Scénario : Stéphanie Chuat, Véronique Reymond
- Son : Carlo Thoss, François Dumont, Michel Schillings
- Montage : Thierry Faber, Marie-Hélène Dozo
- Musique : Emre Sevindik
- Production : Ruth Waldburger
- Société de distribution : Vega Distribution
- Langue : français
- Dates de sortie :
  -  Suisse : 9 août 2010 (Festival international du film de Locarno)
  -  Belgique : 3 septembre 2010 (Festival international du film francophone de Namur)
  -  États-Unis : 7 janvier 2011 (Festival international du film de Palm Springs)
  -  France : 30 janvier 2011 (Festival international du premier film d'Annonay) / 16 février 2011 (sortie nationale)
  -  Allemagne : 29 septembre 2011

## Distribution
- Florence Loiret Caille : Rose
- Michel Bouquet : Edmond
- Éric Caravaca : Marc
- Joël Delsaut : Jacques
- Valerie Bodson : Bettina
- Véronique Fauconnet : Lorna
- Marc Olinger : Bernard
- Claudine Pelletier : Edith
- Daniel Plier : l'ophtalmologue
- Raoul Schlechter : l'homme avec un bébé